# Méryem Oumezdi
Méryem Oumezdi (sinh ngày 13 tháng 1 năm 1968) là một vận động viên chạy nước rút Ma-rốc. Bà đã thi đấu ở nội dung 100 mét nữ tại Thế vận hội Mùa hè 1988.